# Hyphovatus
Hyphovatus – rodzaj wodnych chrząszczy z rodziny pływakowatych, podrodziny Hydroporinae i plemienia Hyphydrini.

## Taksonomia
Rodzaj opisany został w 1994 roku przez Günthera Wewalkę i Olofa Biströma. Gatunkiem typowym jest Hyphydrus dismorphus Biström, 1984.

## Występowanie
Przedstawiciele tego rodzaju zamieszkują Azję Południowo-Wschodnią. Występują w Tajlandii i Indonezji.

## Systematyka
Opisano dotąd 3 gatunki z tego rodzaju:
- Hyphovatus dismorphus (Biström, 1984)
- Hyphovatus manfredi Wewalka & Biström, 1994
- Hyphovatus prapatensis Wewalka & Biström, 1994